# Mixtape

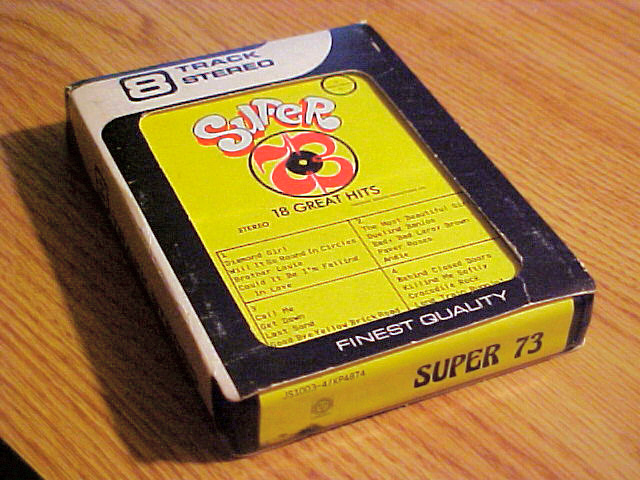
Un pirat vechi a unui mixtape cu 8 piese din anul 1974

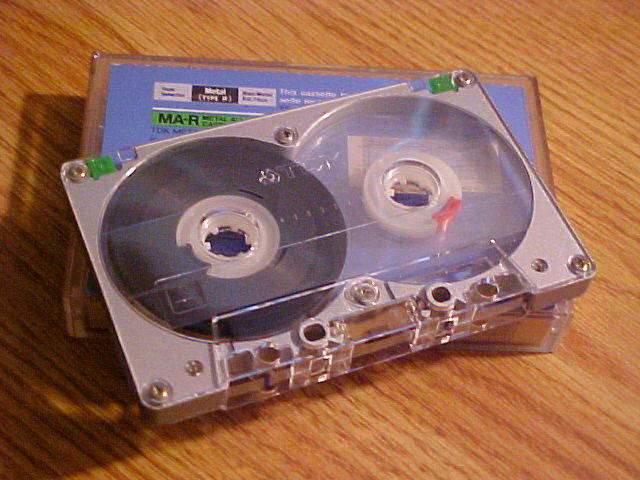
Compactul casetei audio

Un Mixtape, mix-tape sau mix tape este numele generic dat oricărei compilații de cântece înregistrate pe orice format audio.
Un mixtape, care reflectă, de obicei, gusturile muzicale ale compilatorului, poate varia de la o listă ocazional selectată de melodii preferate, pentru un amestec conceptual de melodii legate de o temă sau de o stare de spirit, până la o declarație extrem de personal adaptată la destinatar destinat benzii. Eseistul Geoffrey O'Brien a numit personal mix tape-ul ca "cea mai practicată pe scară largă formă de artă americană", și mulți entuziaști de mix tape-uri cred că cu selectarea cu atenție și ordonarea piesele într-un amestec, o declarație artistică poate fi creată, care este mai mare decât suma de melodii individuale.
Odată cu apariția, la nivel de consumator la prețuri accesibile audio digital, crearea și distribuirea de amestecuri sub formă de compact disc sau liste de redare MP3 au devenit metoda contemporan de alegere, dar termenul mix tape este încă utilizat în mod obișnuit, chiar și atunci când aceste amestecuri sunt în mass-media (de exemplu, MiniDisc), altele decât banda originală casetă audio sau bandă de 8-piese. Mixtape-urile video au apărut, de asemenea.
În hip hop, cuvântul "mixtape" este folosit pentru a descrie, în general, albume full-length lansate de mai multi rapperi pentru partajarea gratuită, uneori cu toate-originale de muzica, alte dăți compuse din freestyle-uri și remix-uri de piese populare.